# Єрмаковка (Табунський район)
Єрмако́вка (рос. Ермаковка) — село (в минулому селище) у складі Табунського району Алтайського краю, Росія. Входить до складу Лебединської сільської ради.

## Населення
Населення — 32 особи (2010; 40 у 2002).
Національний склад (станом на 2002 рік):
- росіяни — 82 %